# 羅一鸑
羅一鸑（1511年—？），字應周，福建福州府閩縣人，民籍，明朝政治人物。

## 生平
嘉靖十九年（1540年）庚子科福建鄉試第三十五名舉人。嘉靖二十三年（1544年）中式甲辰科會試第二百二名，登第二甲第二十三名進士。曾官廣州雷州府知府。

## 家族
曾祖羅耆；祖父羅綋；父羅惟遠，學正。前母陳氏；母曾氏。慈侍下。兄羅一鳳。